# 이롬
이롬은 대한민국의 생식 전문 기업이다.

## 개요
이롬은 1999년에 설립되었다. '2011 프리미엄브랜드 대상'은 에이빙뉴스와 일간스포츠가 공동 주최해 20세 이상 여성소비자 8,248명을 대상으로 식품, 가전, 의류, 서비스 등 산업 전반에 걸친 162개 부분, 520개 기업, 158개 지자체 브랜드 선호도 조사를 실시하였는데, 이롬은 이 '2011 프리미엄브랜드대상' 시상식에서 식품(생식) 부문 대상을 수상하였다.